# Chambers Motors

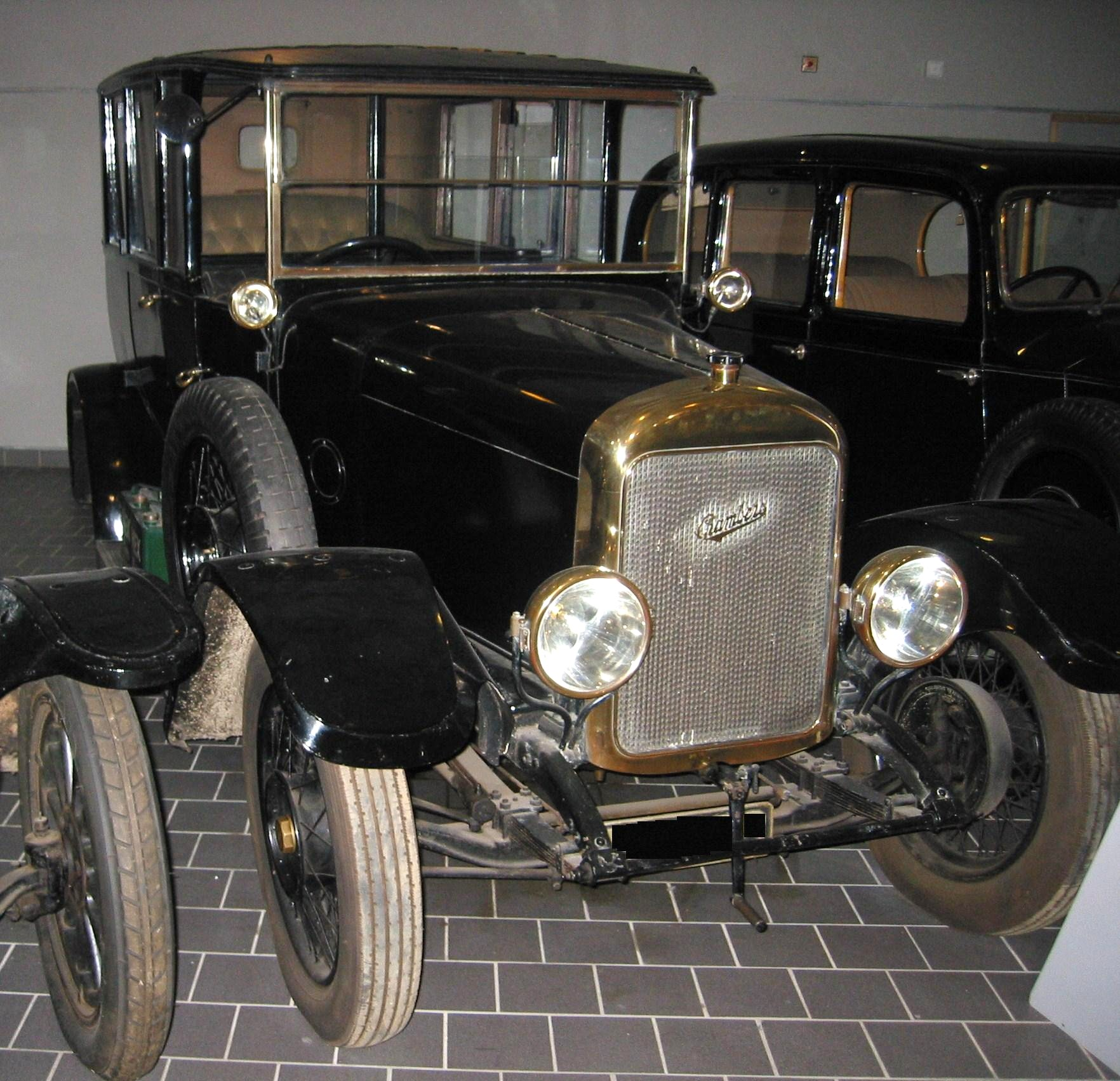
Chambers von 1925

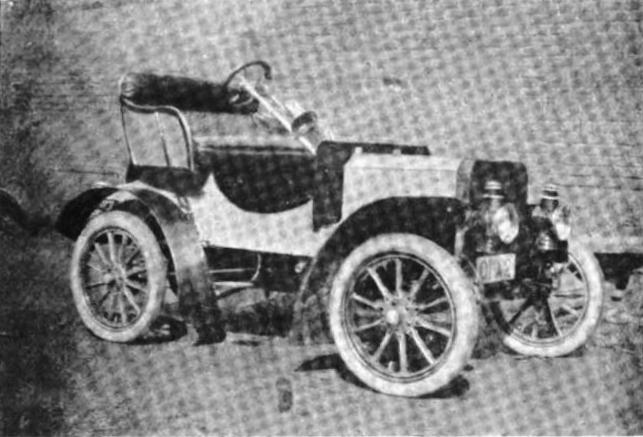
Downshire 7 HP (1904)

Chambers Motors Limited, zuvor Chambers & Co., war ein britischer Hersteller von Automobilen.

## Unternehmensgeschichte
Das Unternehmen wurde 1897 in Belfast in Nordirland als Chambers & Co. gegründet. Unter Leitung der Brüder Robert und James (Jack) Chambers begann 1904 die Automobilproduktion. James Chambers war zuvor bei Vauxhall tätig. Das erste Modell wurde bis Februar 1905 als Downshire vermarktet. Anschließend wurde der Markenname Chambers verwendet. 1907 erfolgte die Umfirmierung in Chambers Motors. Das Unternehmen war damals der größte Hersteller von Automobilen auf der Insel Irland. Bis 1914 entstanden etwa 100 Exemplare. Während des Ersten Weltkriegs wurden Nutzfahrzeuge gefertigt, und danach wieder Personenwagen. 1927 endete die Produktion nach etwa 500 hergestellten Exemplaren. Im August 1929 wurde Insolvenz angemeldet.

## Fahrzeuge
Der Downshire 7 HP erschien 1904 mit Zweizylindermotor, elektrischer Zündung, und Kettenantrieb. Das Getriebe verfügte über drei Vorwärtsgäng plus Rückwärtsgang. Ein Downshire 7 HP nahm an den Light Car Reliability Trials in Herefordshire (GB) vom 29. August bis 3. September 1904 mit der Startnummer 19 teil.
Die Modelle der Marke Chambers sind der nachstehenden Tabelle zu entnehmen.
| Modell   | Bauzeit   | Zylinder | Hubraum cm³ | Leistung PS |
| 7 HP     | 1904–1905 | 2        | 1059        | 7           |
| 8 HP     | 1905      | 2        | 1315        | 8           |
| 10 HP    | 1907–1910 | 2        | 1629        |             |
| 8 HP     | 1908–1909 | 2        | 1254        |             |
| 10/12 HP | 1908–1909 | 2        | 1852        |             |
| 12/16 HP | 1908–1911 | 4        | 2509        |             |
| 12/14 HP | 1909      | 4        | 2088        |             |
| 12/16 HP | 1909      | 4        | 2339        |             |
| 12/16 HP | 1910–1916 | 4        | 2370        |             |
| 11/15 HP | 1912–1916 | 4        | 2050        |             |
| 11/15 HP | 1915      | 4        | 2000        |             |
| 12/16 HP | 1915      | 4        | 2295        |             |
| 12/16 HP | 1921–1925 | 4        | 2370        |             |
| 11/15 HP | 1921–1925 | 4        | 2051        |             |
| 14/34 HP | 1925–1928 | 4        | 2121        |             |
| 18/48 HP | 1925–1928 | 6        | 2692        |             |

Ein Fahrzeug dieser Marke ist im Ulster Folk & Transport Museum in Cultra bei Belfast zu besichtigen.